# Agrilus tsutsumiuchii
Agrilus tsutsumiuchii é uma espécie de inseto do género Agrilus, família Buprestidae, ordem Coleoptera.
Foi descrita cientificamente por Ohmomo, 2006.